# Епархия Спрингфилда — Кейп-Жирардо
Епархия Спрингфилда — Кейп-Жирардо (лат. Dioecesis Campifontis-Capitis Girardeauensis) — епархия Римско-Католической церкви в городе Спрингфилд, штат Миссури, США. Епархия Спрингфилда — Кейп-Жирардо входит в митрополию Сент-Луиса. Кафедральным собором епархии Спрингфилда — Кейп-Жирардо является Собор Святой Агнессы. В городе Кейп-Жирардо находится сокафедральный Собор Пресвятой Девы Марии.

## История
2 июля 1956 года Римский папа Пий XII издал буллу Ex quo die, которой учредил епархию Спрингфилда — Кейп-Жирардо, выделив её из епархии Сент-Джозефа (сегодня — Епархия Канзас-Сити — Сент-Джозефа) и архиепархии Сент-Луиса.

## Ординарии епархии
- епископ Чарльз Герман Хельмсинг[англ.] (24.08.1956 — 27.01.1962) — назначен епископом Канзас-Сити — Сент-Джозефа
- епископ Игнатиус Жером Стрекер[англ.] (11.04.1962 — 10.09.1969) — назначен архиепископом Канзас-Сити
- епископ Уильям Уэйкфилд Баум (18.02.1970 — 05.03.1973) — назначен архиепископом Вашингтона, кардинал с 1976
- епископ Бернард Фрэнсис Лоу (22.10.1973 — 11.01.1984) — назначен архиепископом Бостона, кардинал с 1985
- епископ Джон Джозеф Лейбрехт[англ.] (20.10.1984 — 24.01.2008)
- епископ Джеймс Ванн Джонстон (младший)[англ.] (24.01.2008 — 15.09.2015) — назначен епископом Канзас-Сити — Сент-Джозефа
- епископ Эдвард Мэтью Райс[англ.] (с 26.04.2016)

## Источник
- Annuario Pontificio, Libreria Editrice Vaticana, Città del Vaticano, 2003, ISBN 88-209-7422-3
- Bolla Ex quo die, AAS 49 (1957), стр. 52 (лат.)